# Bombardeo de Valparaíso
El bombardeo de Valparaíso efectuado por la escuadra española del brigadier Casto Méndez Núñez el 31 de marzo de 1866 fue un episodio de la Guerra hispano-sudamericana, durante el cual el puerto de Valparaíso fue bombardeado y parcialmente destruido.

## Antecedentes

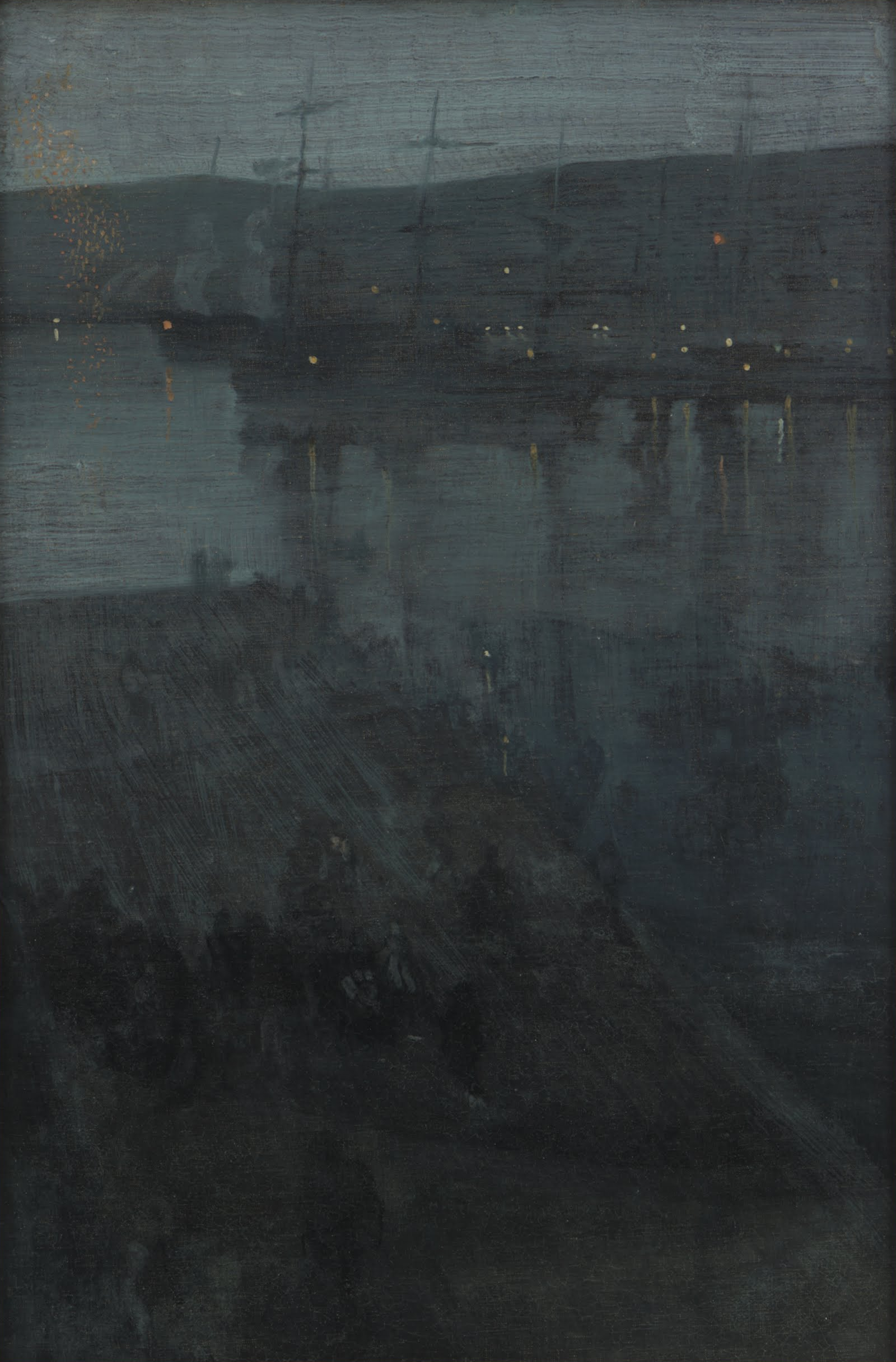
El pintor James McNeill Whistler se encontraba entre la tripulación de las naves de su país, la noche anterior al combate pintó su obra titulada "Nocturne in Blue and Gold: Valparaíso Bay" que muestra a la flota mercante chilena esperando a ser destruida por la mañana.

Firmada la paz con el gobierno peruano de Pezet, el cual sería derrocado por la revolución del general Mariano Ignacio Prado meses después, el almirante español José Manuel Pareja dispuso el envío de la goleta Covadonga a Chile con una carta al representante español en ese país Salvador Taviara comunicándole que estaba dispuesto a exigir el desagravio por, la que consideraba, actitud hostil del gobierno chileno hacía las naves españolas a las cuales se les había negado el suministro de combustible y provisiones en los puertos chilenos. Taviara buscó una solución conciliadora pero Pareja insistió en sus reclamos de modo tal que el 13 de mayo Taviara presentó ante el gobierno chileno una reclamación oficial a nombre del Reino de España que constaba de 11 puntos:
1. Los insultos populares impunes al pabellón español realizados cuando en Santiago se tuvo noticia de la ocupación de las Islas Chincha en Perú.
2. La nota protesta del gobierno chileno fechada el 4 de mayo que consideraba violatoria al tratado firmado entre Chile y España.
3. La inaplicación de correctivos a los extravíos publicados por la prensa chilena
4. Las facilidades prestadas para el aprovisionamiento de buques peruanos y las dificultades para el envío de víveres a la escuadra española.
5. La preparación impune de una expedición de voluntarios que, con armas y provisiones, quería ir en ayuda del Perú.
6. Las amenazas del pasquín San Martín de someter a las iras populares a quien pretendiese suministrar víveres a las naves españolas.
7. La negativa en el puerto de Lota de vender carbón a la corbeta Vencedora, tratándola como nave enemiga.
8. La declaración oficial de que el carbón era contrabando de guerra con la finalidad de perjudicar a la escuadra española.
9. La negativa a España de franquicias concedidas a Francia durante la guerra con México.
10. La compra y embarque, como contrabando de guerra, de caballos para el Perú a pesar de haberse declarado la neutralidad de Chile.
11. La libertad irrestricta de que gozaba el pasquín San Martín para injuriar a España pese a las protestas de su representante.

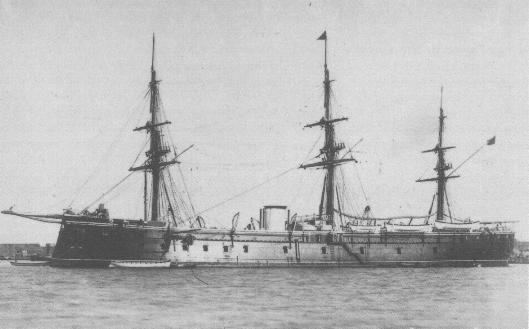
Fotografía de la fragata blindada Numancia, buque insignia de la Escuadra del Pacífico.

El ministro chileno de relaciones exteriores Álvaro Covarrubias respondió a esta nota el 16 de mayo afirmando entre otras cosas que el gobierno de su país había contenido los desórdenes y el pabellón español no había sido tocado, que la prensa de Chile estaba fuera de la influencia oficial y gozaba de amplia libertad y que lo único que podía hacer con el pasquín San Martín era acusarlo ante el jurado de prensa por insultos contra la Reina de España, que los ciudadanos chilenos tenían libertad para salir del territorio nacional y que el gobierno no participaba en tales expediciones, que no podía obligar a los comerciantes a vender sus productos a la escuadra española, que de igual forma los caballos exportados al Perú eran para ser utilizados en la agricultura y que había declarado el carbón contrabando de guerra por el manifiesto peruano de recuperar las islas Chincha por la fuerza y el de España de no devolverlas.
Taviara se mostró comprensivo con las explicaciones, mas Pareja, tras consultar con el gobierno español, que no las consideró suficientes, una vez obtenida la paz con el presidente peruano Pezet, recibió instrucciones de dirigirse a Chile con el resto de la escuadra, a excepción de la fragata blindada Numancia que quedó en el Callao, llegando a Valparaíso el 17 de septiembre y al día siguiente, (Fiestas Patrias en Chile), comunicó que el gobierno de España consideraba las explicaciones dadas como insatisfactorias, reclamando una justificación más amplia en el plazo de cuatro días, y ofreciendo la posibilidad de zanjar el conflicto si en desagravio al pabellón español las tropas chilenas lo saludaban con las 21 salvas de ordenanzas, que serían correspondidos por la escuadra a su mando.
Sin embargo, considerando el gobierno chileno que la actitud española era hostil, y expirado el día 22 el plazo dado sin que la escuadra española tomara ninguna iniciativa, declaró la guerra a España el 24 de septiembre de 1865. Inmediatamente en respuesta el almirante Pareja decretó el bloqueo de los puertos chilenos de Valparaíso, Caldera, Coquimbo  y Talcahuano.

## La guerra en Chile

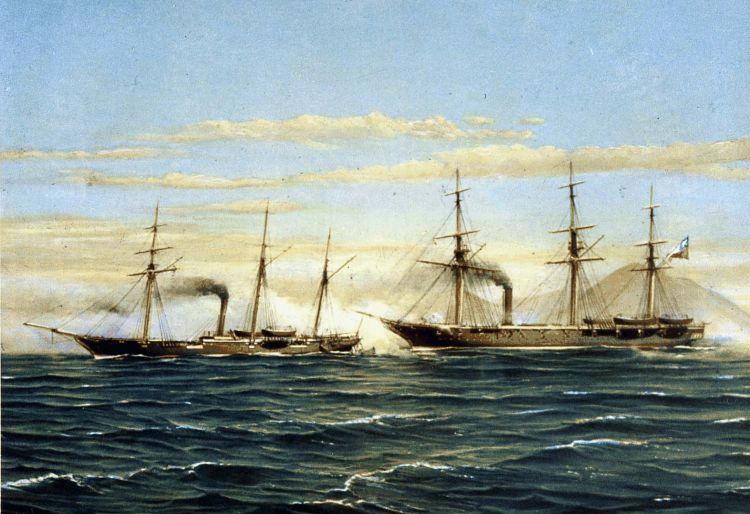
Combate Naval de Papudo, óleo de Thomas Somerscales.

Por órdenes de su gobierno la escuadra chilena había abandonado Valparaíso antes de la declaratoria de guerra con la instrucción de dirigirse a Chiloé a la espera de nuevos acontecimientos.
El 8 de noviembre del mismo año caía en Perú el gobierno del general Pezet siendo reemplazado por el general Prado quien se oponía a una paz que consideraba humillante e indigna para el Perú; de manera que el 13 de diciembre de 1865 el nuevo gobierno peruano declaró la guerra a España ordenando a su escuadra naval dirigirse a Chile para reunirse con su similar de ese país en virtud del Tratado de Alianza ofensiva y defensiva que Perú y Chile habían firmado el 14 de enero de 1865.
El 26 de noviembre la corbeta chilena Esmeralda capturó a la goleta española Covadonga que se dirigía a bloquear el puerto de San Antonio, al tener noticias de este hecho y ante la suposición de que hubiera corrido la misma suerte la goleta Vencedora el almirante español José Manuel Pareja se suicidó a bordo de su fragata insignia Villa de Madrid. El mando de la escuadra recayó entonces en el almirante Casto Méndez Núñez quien optando por un accionar más ofensivo ordenó a las fragatas Villa de Madrid y Blanca destruir a la escuadra aliada estacionada en Chiloé.

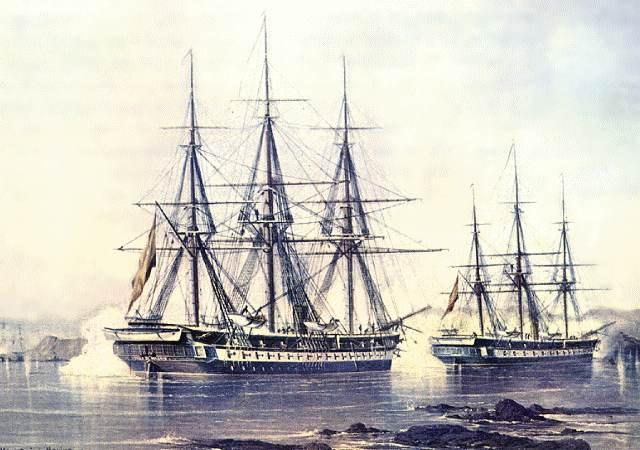
Las fragatas españolas Villa de Madrid y Blanca durante el combate de Abtao.

El 7 de febrero ambas fuerzas se encuentran en la isla Abtao y tras un combate inconcluso las naves españolas se retiran sin haber logrado cumplir su misión, regresando a Valparaíso. Ante esto el mismo almirante va en busca de la flota aliada contando para ello con la fragata blindada Numancia y la Blanca pero, sin resultados positivos, desiste de su objetivo.
El 15 de marzo se sumaron a la flota española en Valparaíso la fragata Almansa y el transporte artillado Consuelo. Entre las nuevas instrucciones que recibió Méndez Núñez estaba la que lo facultaba a bombardear el puerto lo que comunicó a los jefes de las fuerzas navales extranjeras, quienes le hicieron saber que desaprobaban esta medida.
El 16 de marzo el gobierno chileno emitió un decreto en el que prohibía el acceso a puertos chilenos de todo buque que se hubiera comunicado con el enemigo suministrándole combustible o provisiones de boca, guerra o cualquier otra especie.

## Las escuadras extranjeras

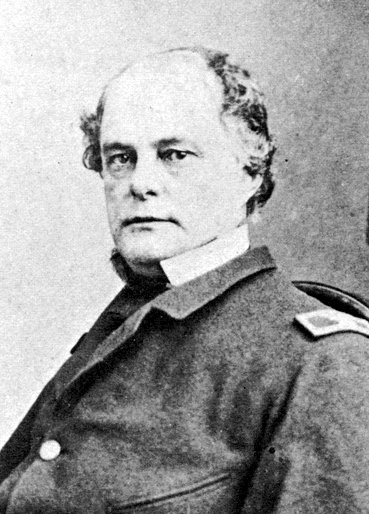
Comodoro John Rodgers.

Por aquellos días se encontraban en Valparaíso gran número de barcos de guerra de diversas nacionalidades que seguían con interés los acontecimientos, entre las flotas extranjeras destacaban la estadounidense al mando del comodoro John Rodgers formada por el monitor Monadnock y los vapores Vanderbilt, Powhatan, Tuscarora, Mohanga y Adela; y la inglesa a órdenes del almirante Lord Denman formada por las fragatas Sutlej y Leander y la cañonera Nereur. Se encontraban también las naves francesas Venus y Egerie.
Según una relación de la época causaba gran admiración en el puerto el monitor estadounidense Monadnock de 76 metros de eslora y tres mil toneladas de desplazamiento que poseía dos torretas blindadas armadas de cuatro cañones de 380 mm.

## El bombardeo

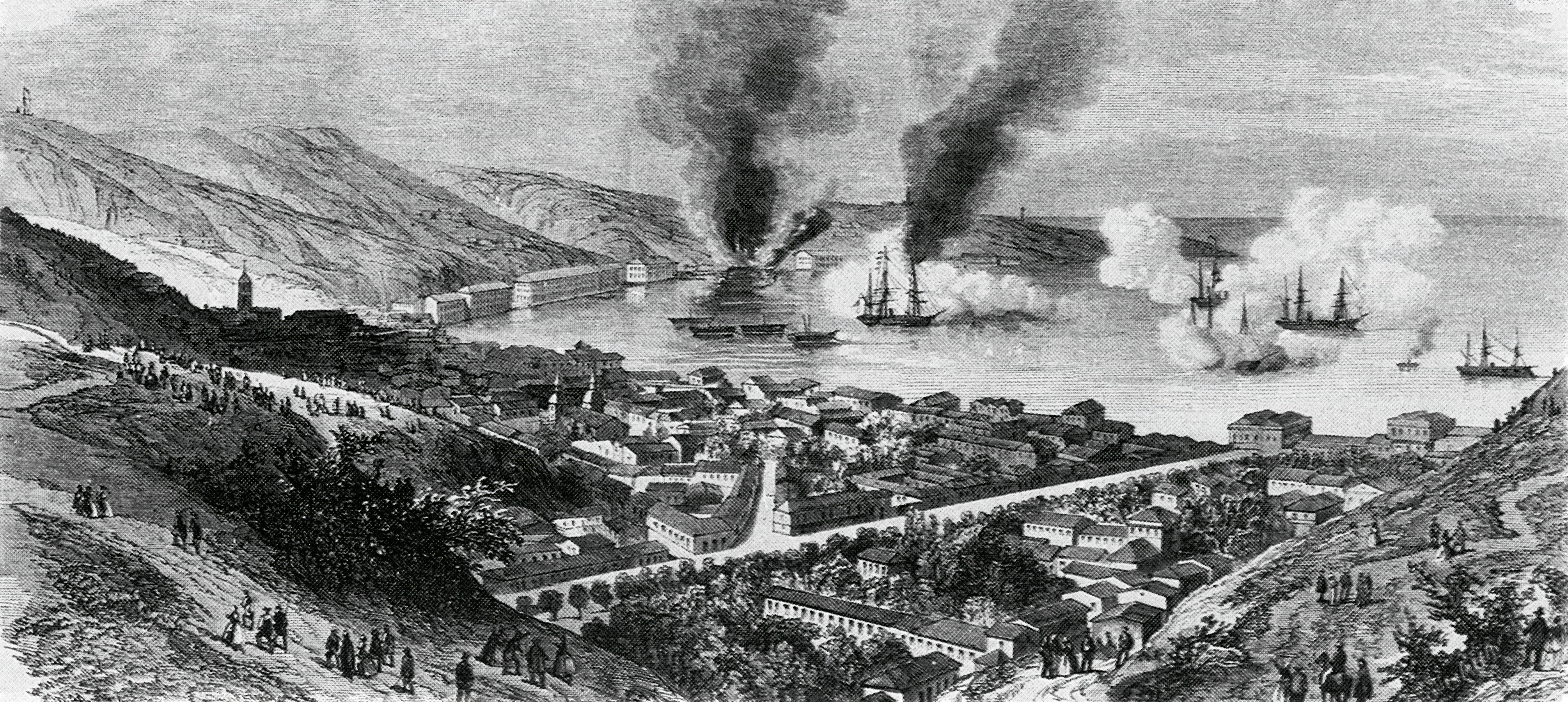
El bombardeo de Valparaíso efectuado por la escuadra española el 31 de marzo de 1866.

En la mañana del 24 de marzo, el almirante español envió por intermedio del ministro norteamericano Kirckpatric un ultimátum al gobierno de Santiago dándole un plazo de cuatro días para que diera las satisfacciones exigidas por el gobierno español, devolviera la Covadonga y saludara a la bandera española y que en caso contrario bombardearía las instalaciones del puerto de Valparaíso y sucesivamente los demás de la costa chilena; esta declaración causó indignación y pánico entre la población. Ante la negativa del gobierno chileno, Méndez Núñez comunicó al intendente de Valparaíso, que en vista del fracaso de las negociaciones y la infructuosa búsqueda de la escuadra aliada para batirla, no encontraba otro medio para vengar las ofensas recibidas que con el bombardeo de Valparaíso. Los representantes diplomáticos hicieron todo lo posible para evitar el bombardeo al que Méndez Núñez aludía por el hecho de que la escuadra aliada no daba combate. Ante esto se pensó en arreglar un combate a diez millas de Valparaíso entre los españoles y los aliados en paridad. El resultado de este combate sería decisivo y se respetaría mutuamente. El comodoro John Rodgers sería el árbitro. Pero Méndez Núñez no quiso aceptar ya que ante una posible derrota la responsabilidad caería sobre él ya que no tenía autoridad ni órdenes para hacer eso.
Ante esta noticia, el comodoro estadounidense John Rodgers y el almirante inglés Lord Denman, informaron a Méndez Núñez que se opondrían con la fuerza a tal medida, que consideraban sin finalidad militar y contraria a las leyes de la guerra. Tras informar que el derecho le correspondía a su gobierno y que él como militar solo cumpliría órdenes, el almirante español respondió con una frase que se hizo célebre 

"La reina, el Gobierno, el país y yo preferimos más tener honra sin barcos, que barcos sin honra."

El combate entre las naves extranjeras parecía inminente; sin embargo, el almirante inglés recibió órdenes del representante de su gobierno de abstenerse de obrar y el comodoro Rodgers no quiso asumir toda la responsabilidad con las fuerzas a su mando.
Fracasados los últimos intentos de negociación en los que el gobierno chileno llegó a plantear un combate naval arbitrado y con igualdad de elementos que fue rechazado por Méndez Núñez se hizo evidente para todos que el bombardeo sería realizado.
Desde el 27 de marzo la población civil de Valparaíso había comenzado a evacuar el puerto aunque algunos ciudadanos creían que no se realizaría porque las flotas extranjeras se opondrían a él. El gobierno de Santiago ordenó al intendente de Valparaíso retirar los pocos cañones del fuerte San Antonio para que quedara constancia de que la plaza estaba indefensa.
A las 8 de la mañana del 31 de marzo, la fragata blindada Numancia disparó dos cañonazos anunciando que en una hora daría inicio el bombardeo, para dar tiempo a la evacuación de la población civil que quedara en el puerto. Las naves extranjeras se retiraron de la bahía y en el puerto se izaron banderas blancas en hospitales, iglesias y establecimientos de beneficencia. Vencido el plazo las fragatas Villa de Madrid, Blanca, Resolución y Vencedora se adelantaron y abrieron fuego contra el puerto durante tres horas consecutivas.
Se dispararon unas 2600 granadas y se calcula que las pérdidas ocasionadas fueron de cerca de 15 millones de pesos, una cifra enorme para aquella época. Tras el bombardeo el pueblo chileno quiso vengarse linchando a los prisioneros de la Covadonga lo que la fuerza pública impidió.
El 14 de abril, tras incendiar los diques que bloqueaban la bahía, la escuadra española, formada en dos divisiones, puso proa al norte y zarpó con rumbo al puerto del Callao.